# Август Айзенменгер
Август Айзенменгер (нім. August Eisenmenger; 11 лютого 1830, Відень — 7 грудня 1907, Відень) — австрійський художник.

## Біографія
Народився 11 лютого 1830 у Відні.
Вступив до Віденської академії мистецтв у 1845 році і вже на чотирнадцятий день навчання отримав першу премію на конкурсі малюнку. Однак потім із фінансових причин змушений був залишити навчання. У 1856 році знову вступив учнем до Карла Раля і працював у складі його бригади разом з такими художниками як Едуард Біттерліх та Християн Гріпенкерль. З 1863 року викладав малюнок у протестантській реальній школі, з 1872 року професор Академії мистецтв. Одночасно заснував приватну школу монументального живопису, в якій, зокрема, навчався Рудольф Ернст.
Серед найвідоміших робіт Айзенменгера — плафон «Аполлон та дев'ять муз» у Золотій залі Віденської філармонії, плафон у великій залі віденського Гранд-готелю, медальйони Музею прикладного мистецтва, оформлення сходів віденського Палацу правосуддя, розписи у віденських палацах.
Один із його синів, кардіолог Віктор Айзенменгер, був особистим лікарем ерцгерцога Франца Фердинанда.
Помер у Відні 7 грудня 1907 року, похований на Центральному кладовищі Відня.

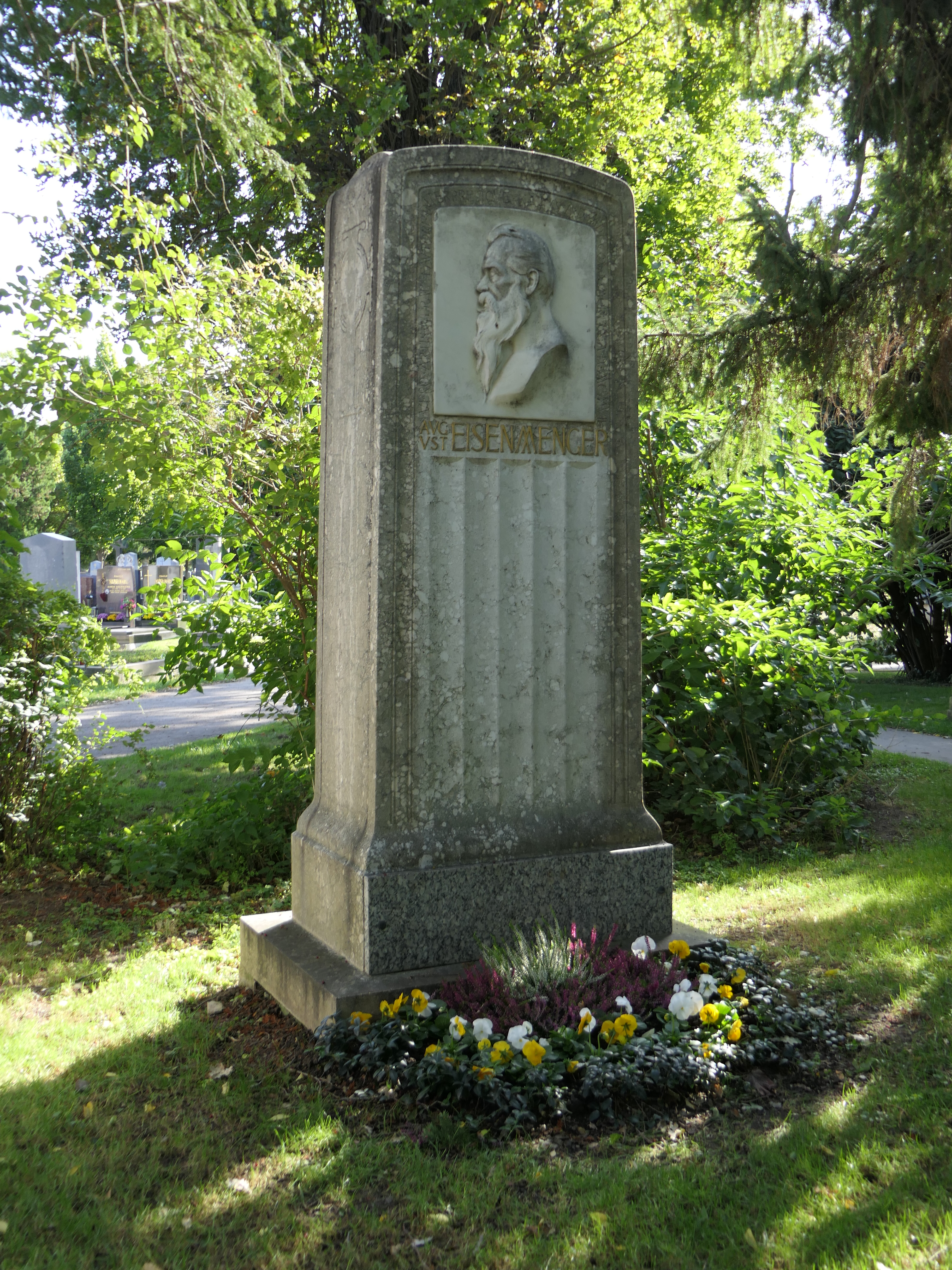
Могила на Центральному кладовищі Відня

## Пам'ять
У 1913 році його ім'ям було названо вулицю у віденському районі Деблінг. Пізніше цю вулицю перетворили під промисловий майданчик, а у 1959 році його ім'ям було названо вулицю Eisenmengergasse у 10-му районі Відня — Фаворитен.

## Розписи

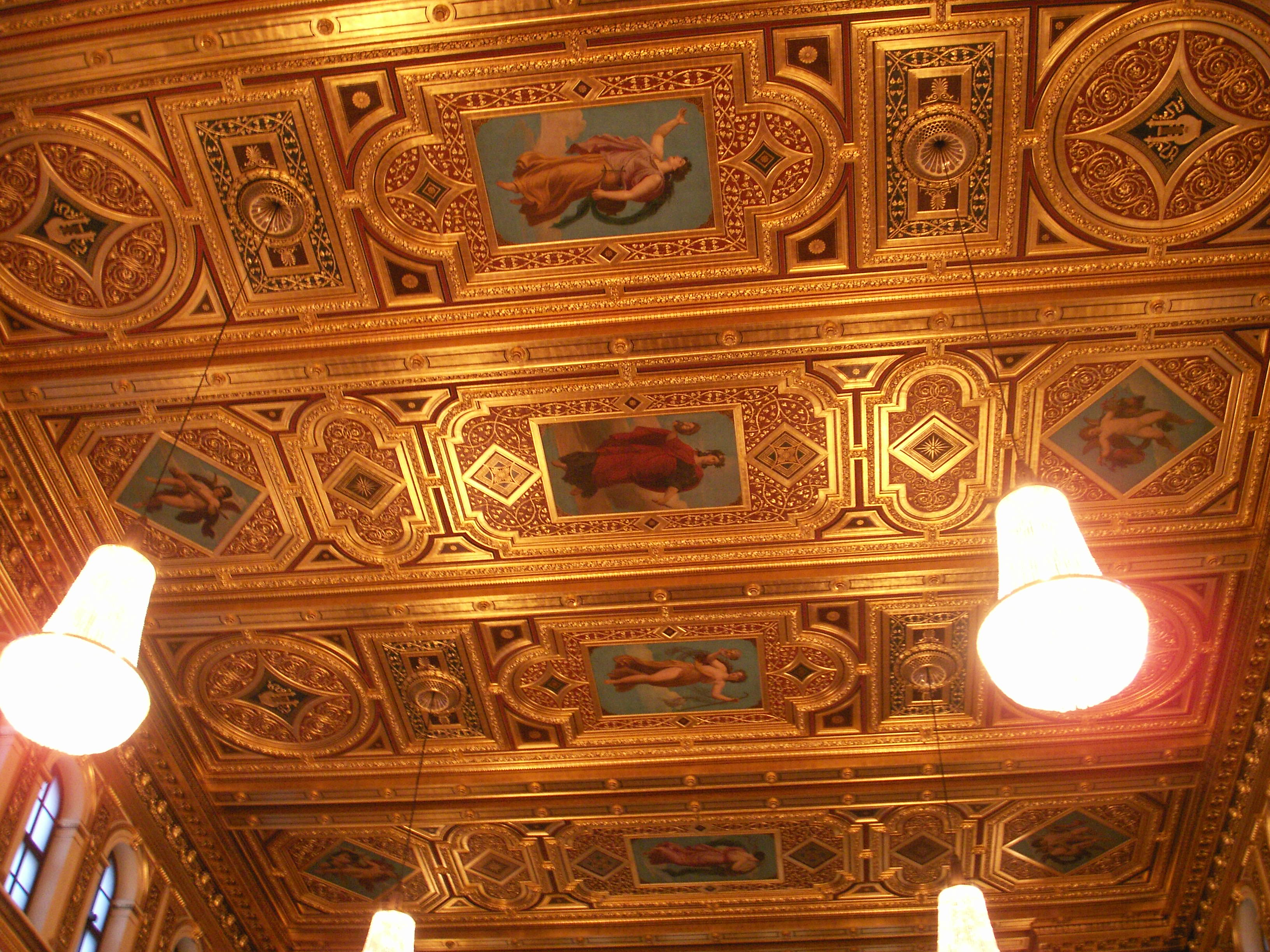
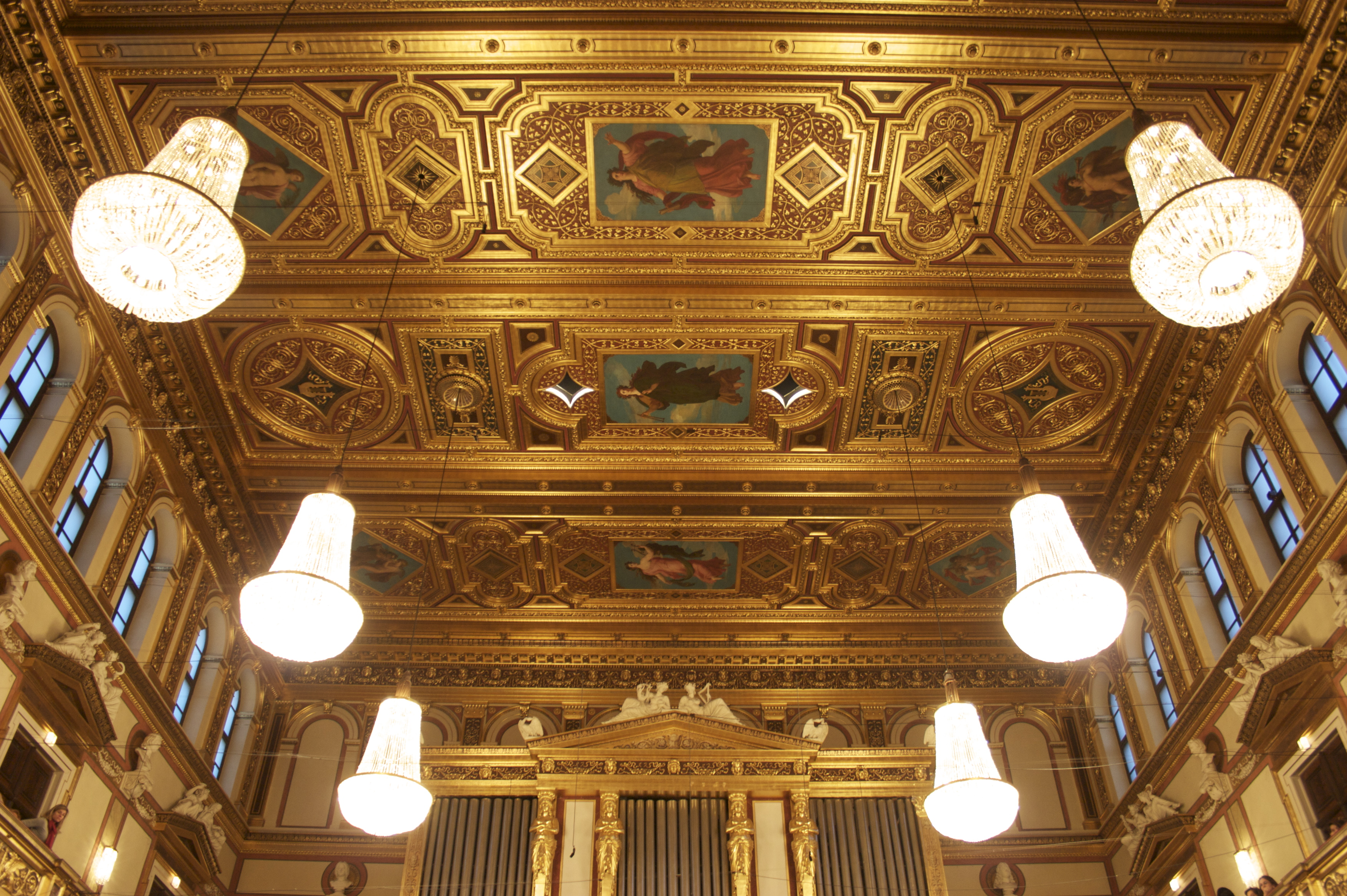
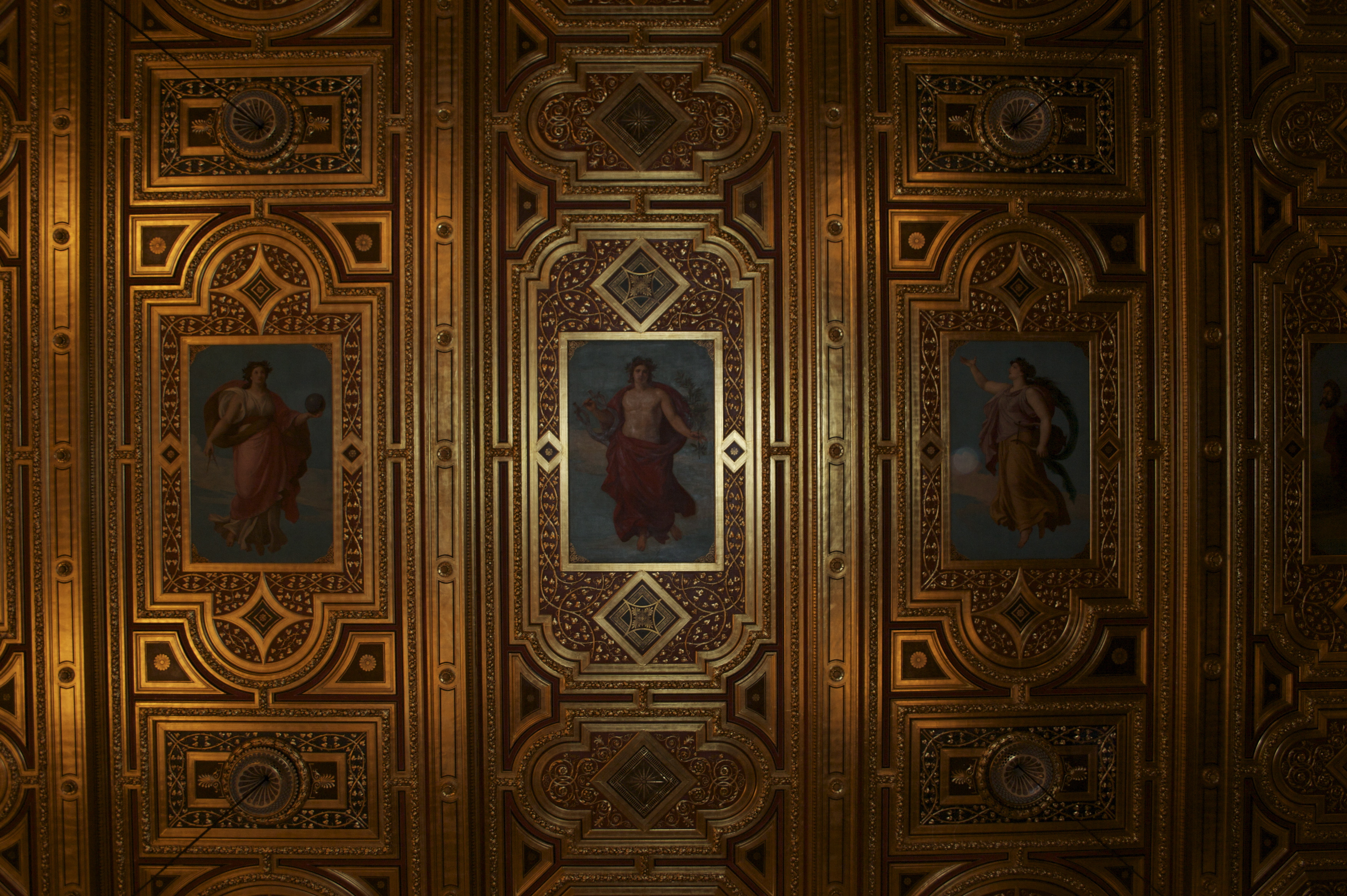